# Hrvatski barokni ansambl
Hrvatski barokni ansambl (skr. HRBA), najznačajniji je hrvatski ansambl specijaliziran za povijesno vjernu interpretaciju instrumentalne i vokalno-instrumentalne glazbe baroknoga razdoblja i bliskih epoha, na izvornim glazbalima i njihovim vjernim replikama.
Ansambl je utemeljen 1999. godine, i okuplja renomirane glazbenike mlađe generacije – instrumentaliste i pjevače, već afirmirane u izvođenju barokne glazbe. Uz stalne koncertne cikluse od po sedam koncerata u Hrvatskom glazbenom zavodu s tematski jasno osmišljenim programima hrvatskog i inozemnog baroknog repertoara, redoviti su gosti brojnih domaćih i inozemnih festivala (Varaždinske barokne večeri, Korčulanski barokni festival, Dubrovačke ljetne igre, Splitsko ljeto, Glazbene večeri u sv. Donatu, Histria festival, Pasionska baština, Organum Histriae, Koncerti u Eufrazijani, Rovinjsko glazbeno ljeto, Brodsko ljeto, Osječko ljeto, Paško ljeto, Festival Brežice, Festival hrvatske glazbe u Beču, Festival duhovne glazbe srednjoeuropskih zemalja u Rimu,  Festival Tesori musicali Toscani – Pisa i dr.
U svojim programima, Ansambl često ugošćuje vrhunske strane i domaće soliste i dirigente, eksperte u autentičnom pristupu izvođenju barokne glazbe (Catherine Mackintosh, Herve Niquet, Werner Ehrhardt, Aapo Hakkinnen, Laurence Cummings, Richard Egarr, Peter Lonnerberg, Mimi Mitchell, David Staff, Theresa Caudle, Enrico Onofri, Alessandro Tampieri, Rachel Brown, Adrian Butterfield, Stefano Montanari, Marcello Gatti, Jaap ter Linden, Jacques Ogg).
Ravnateljica popularne HRBA-e renomirana je violinistica Laura Vadjon.
Zbog iznimno stručnih, stilski čistih i virtuoznih interpretacija, glazbena ih kritika kao i publika svrstavaju u sam vrh hrvatske glazbene reprodukcije.
U programima Ansambla redovito su zastupljeni i hrvatski barokni skladatelji, odnosno oni koji su djelovali na ovom području (F. Sponga-Usper, G. Usper, T. Cecchini, Vinko Jelić, Ivan Lukačić i ini).
Ansambl je, osim u Hrvatskoj, nastupao i u Austriji, Italiji, Njemačkoj, Belgiji, Španjolskoj, Švedskoj, Finskoj, Argentini, Kubi, Boliviji, Estoniji, Francuskoj, Crnoj Gori, Srbiji, BiH i Sloveniji.
Sastav:
- ravnateljica, umjetnička voditeljica i koncertni majstor: Laura Vadjon

- violine: Laura Vadjon, Tanja Tortić, Ivana Žvan, Dunja Bontek, Saša Borćić Reba, Helga Korbar, Vinka Fabris
- violina i viola: Ivan Jakšeković
- viole: Asja Frank
- violončela: Lea Sušanj Lujo, Dora Kuzmin Maković
- kontrabas: Fran Petrač
- čembalo: Pavao Mašić, Krešimir Has
- teorba, lutnja i barokna gitara: Izidor Erazem Grafenauer
- flaute: Ana Benić, Marta Šomođi Homan
- oboe: Stjepan Nodilo, Jelena Ilčić
- fagoti: Matko Smolčić
- trube: Krešimir Fabijanić, Vedran Kocelj, Zvonimir Lazar
- rogovi: Bank Harkay, Bruno Grošić
- udaraljke: Borna Šercar

## Vanjske poveznice
- Službene stranice (hrba.hr)
- CroBaroque na YouTubeu
- CroBaroque na Facebooku